# Niecierpek drobnokwiatowy

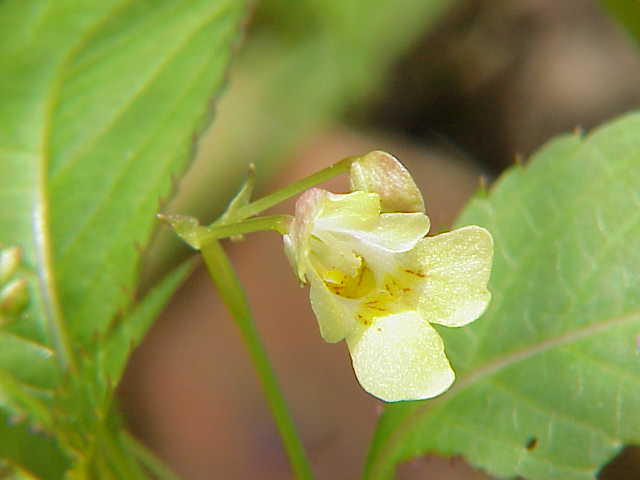
Kwiat

Niecierpek drobnokwiatowy (Impatiens parviflora DC.) – gatunek rośliny należący do rodziny niecierpkowatych. Występował pierwotnie w północno-wschodniej i centralnej Azji oraz wschodniej Europie. W XIX wieku zdziczały z ogrodów botanicznych zadomowił się w prawie całej Europie. Rozpowszechniony w całej Polsce. Kenofit, gatunek inwazyjny.

## Morfologia
PokrójRoślina jednoroczna, 15–60 cm wysokości.
ŁodygaNaga, pojedyncza lub rozgałęziona.
LiścieSkrętoległe, jajowate i zaostrzone, zwężające się w oskrzydlony ogonek. Brzeg liścia piłkowany.
KwiatyBladożółte, do 1 cm długości, kielich z prostą ostrogą, zgrupowane po 4–10 we wzniesionym gronie.
OwocPodłużna torebka pękająca na 5 odwijających się klap. W trakcie dojrzewania dwa nasiona znajdujące się w torebce przesuwają się do górnej jej części.

## Biologia i ekologia
Występuje w lasach liściastych, parkach, na cmentarzach, w ogrodach, w miejscach ruderalnych, na nasypach kolejowych. Wymaga gleby żyznej i preferuje stanowiska cieniste. Roślina azotolubna. Kwitnie od czerwca do października. Rozsiewa się sam (autochoria). W dojrzałym owocu ciśnienie osmotyczne wynosi do 25 atmosfer. Silnie naprężone tkanki owocu w końcu pękają, zwykle przy dotknięciu, a nasiona wyrzucane są na znaczną odległość. W klasyfikacji zbiorowisk roślinnych gatunek charakterystyczny dla All. Alliarion.

## Zastosowanie
W Azji niecierpek drobnokwiatowy jest wykorzystywany jako roślina lecznicza. Jest źródłem bioaktywnych związków fenolowych, saponin i polisacharydów. Wyniki wstępnych badań sugerują, że niektóre jego składniki mają działanie przeciwzapalne, szczególnie w przypadku chorób związanych z nadmierną degradacją kwasu hialuronowego, np. reumatoidalnego zapalenia stawów. Liście po ugotowaniu są jadalne, lecz nie należy spożywać regularnie dużych ilości ze względu na możliwą obecność szczawianu wapnia.